# Ausflug mit Razzia
Ausflug mit Razzia ist eine EP der deutschen Indie-Rock-Gruppe Olli Schulz und der Hund Marie. Die Platte, die vier Coverversionen von Songs der Hamburger Punk-Band Razzia enthält, erschien 2008 bei Audiolith.

## Entstehung
Während einer Tour stellten Olli Schulz und Max Schröder fest, dass sie beide als Jugendliche große Fans von Razzia waren.
Nach eigener Aussage hält Olli Schulz die Gruppe für eine der besten Punkbands der 1980er Jahre, insbesondere das Album Ausflug mit Franziska sei ein „Meilenstein der deutschen Punkgeschichte.“
Bis auf „Nacht im Ghetto“ entstammen daher alle Titel diesem Album, an den auch der Titel der EP angelehnt ist. Die neuen, teilweise deutlich veränderten Arrangements, die Olli Schulz und Max Schröder zusammen erstellten, wurden innerhalb von vier Tagen von Nikolai Potthoff aufgenommen.
Die EP erschien am 14. März 2008 in limitierter Stückzahl beim Hamburger Independent-Label Audiolith und wurde ausschließlich als Schallplatte sowie zum Download angeboten.

## Titelliste
A-Seite
1. Kaiserwetter (Text: Andreas Siegler; Musik: Andreas Siegler, Peter Siegler) – 2:58
2. Sentimentaler Zusammenbruch (Text: Andreas Siegler; Musik: Andreas Siegler, Frank Endlich) – 3:26

B-Seite
1. Als Haus wärst Du ’ne Hütte (Text: Sören Callsen; Musik: Frank Endlich) – 4:10
2. Nacht im Ghetto (Text: Andreas Siegler, Rajas Thiele; Musik: Frank Endlich) – 1:46